# Cam River (Bass-Straße)
Der Cam River ist ein Fluss im Nordwesten des australischen Bundesstaates Tasmanien.

## Geografie

### Flusslauf
Der fast 36 Kilometer lange Fluss entspringt an den Osthängen des Mount Leslie am Murchison Highway (A10), rund 30 Kilometer südwestlich von Burnie. Von dort fließt er nach Nordosten, fast parallel zum Highway, und mündet in Somerset in die Bass-Straße.

### Nebenflüsse mit Mündungshöhen
- East Cam River – 221 m
- St. Marys River – 172 m
- Guide River – 92 m
- Maldon Creek – 19 m[1]